# 21 frimaire
21 brumaire 21 nivôse
Le primidi 21 frimaire, officiellement dénommé jour de l'érable sucré, est le 81e jour de l'année du calendrier républicain.
C'était généralement le 11e jour du mois de décembre dans le calendrier grégorien.